# Todesurteil
Todesurteil è un film muto del 1919 scritto e diretto da Martin Berger. Fu interpretato e prodotto da Grete Ly, la moglie del regista.

## Produzione
Il film fu prodotto dalla Grete Ly-Film GmbH.

## Distribuzione
Il visto di censura del film fu del novembre 1919.